# Ciliaria hirtococcinea
Ciliaria hirtococcinea är en svampart som först beskrevs av W. Phillips & Plowr., och fick sitt nu gällande namn av Jean Louis Emile Boudier 1907. Ciliaria hirtococcinea ingår i släktet Ciliaria och familjen Pyronemataceae.   Inga underarter finns listade i Catalogue of Life.